# Hanghai
Hanghai är en åkattraktion på Liseberg som hade premiär säsongen 2009. Attraktionen består av en 15,5 meter hög rälsvagga där passagerarna är placerade på en roterande platta. Hanghai har plats för 40 personer samtidigt och en kapacitet på 1000 passagerare/timme. Hanghai ligger vid Flumeride där Tornado tidigare stod och ligger i anslutning till den japanska trädgården. Attraktionen har därför fått ett namn och utseende inspirerat av Asien.
Attraktionen är tillverkad av det italienska företaget Zamperla. Det engelska namnet på attraktionen är "Disk'O", och finns med olika utseende på olika nöjesparker runtom i världen. Zamperla har även tillverkat en mindre variant av Disk'O med namnet "Rockin' Tug". På Liseberg finns åkattraktionen Lilla Lots, som är en version av Rockin' Tug.

## Galleri

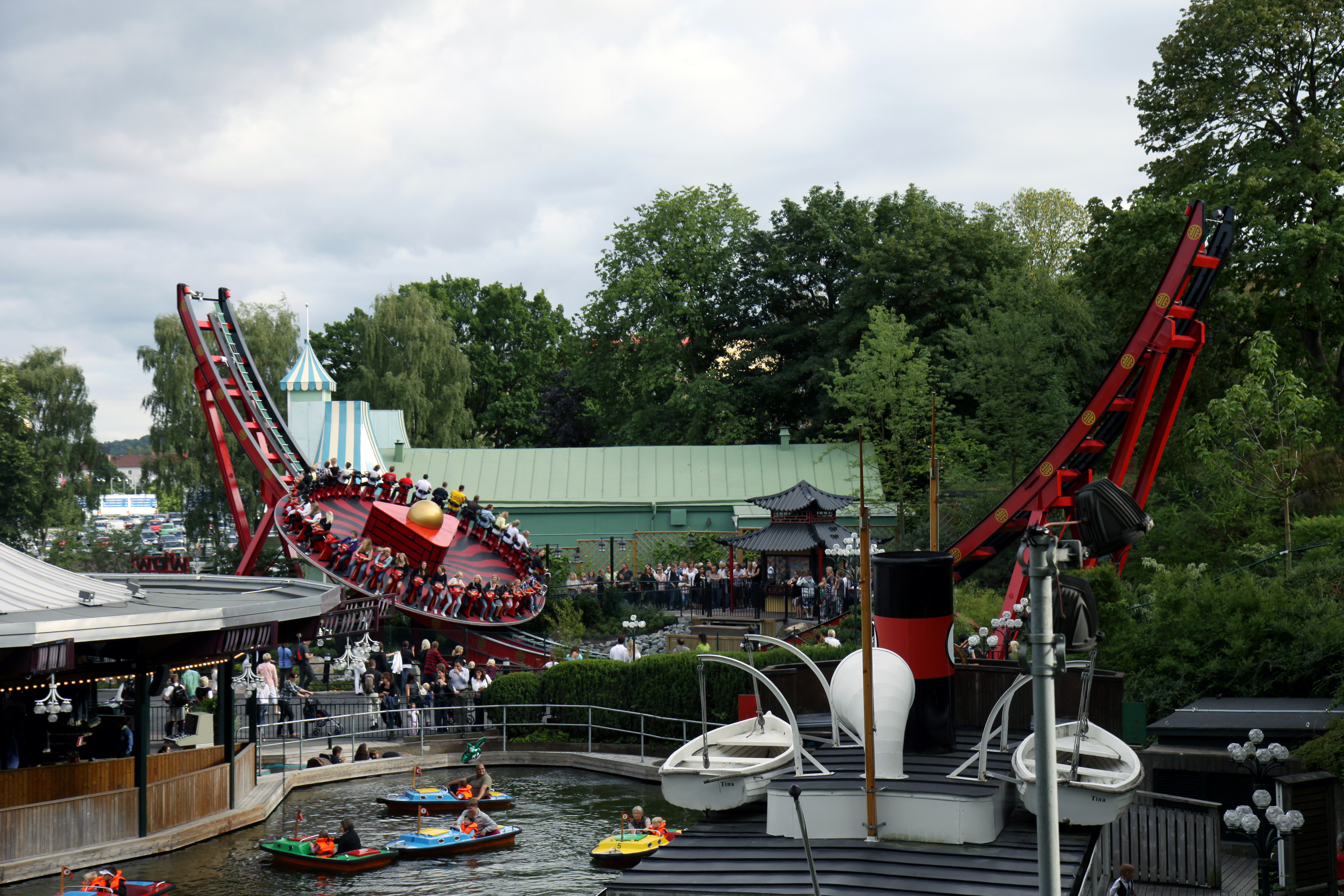
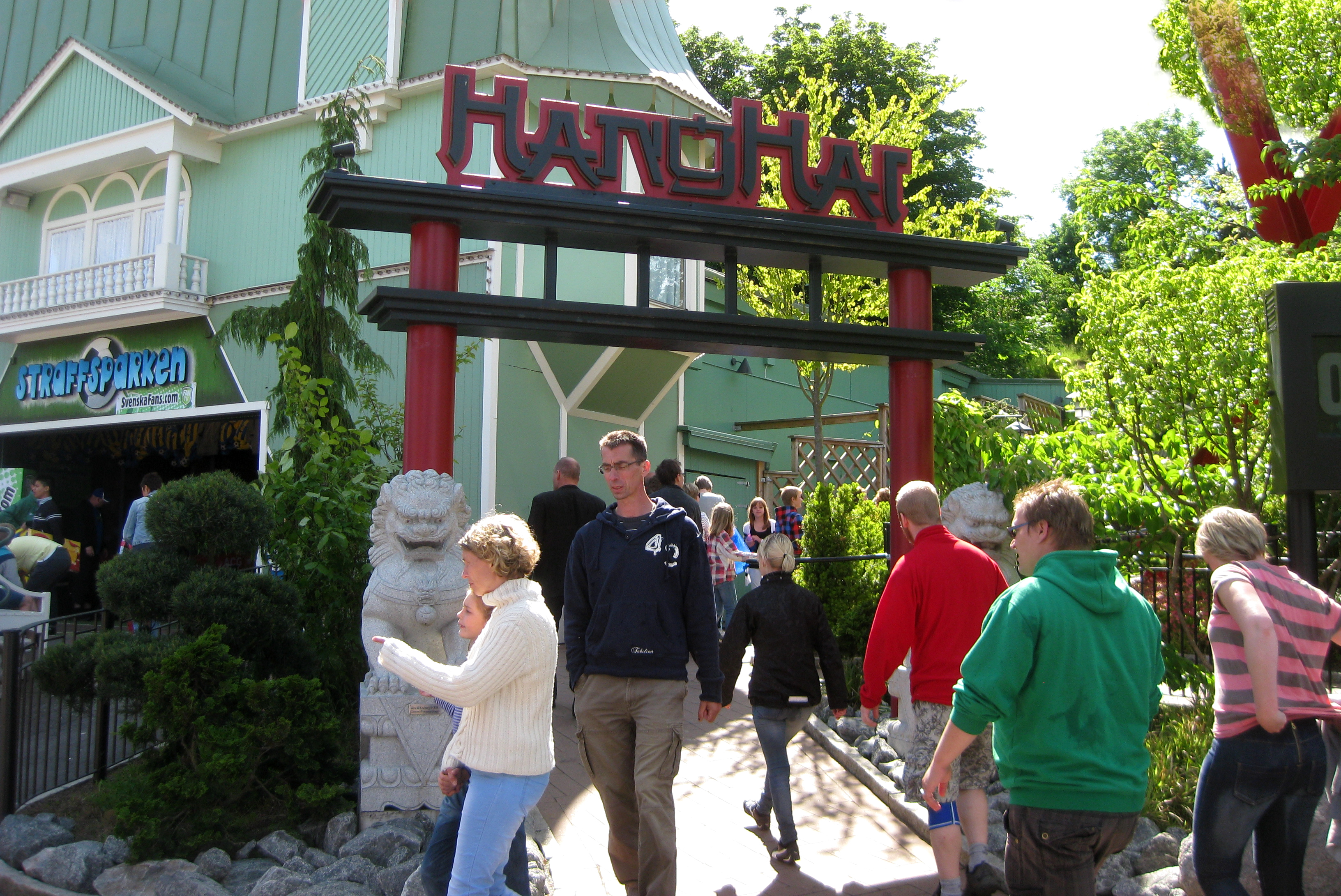
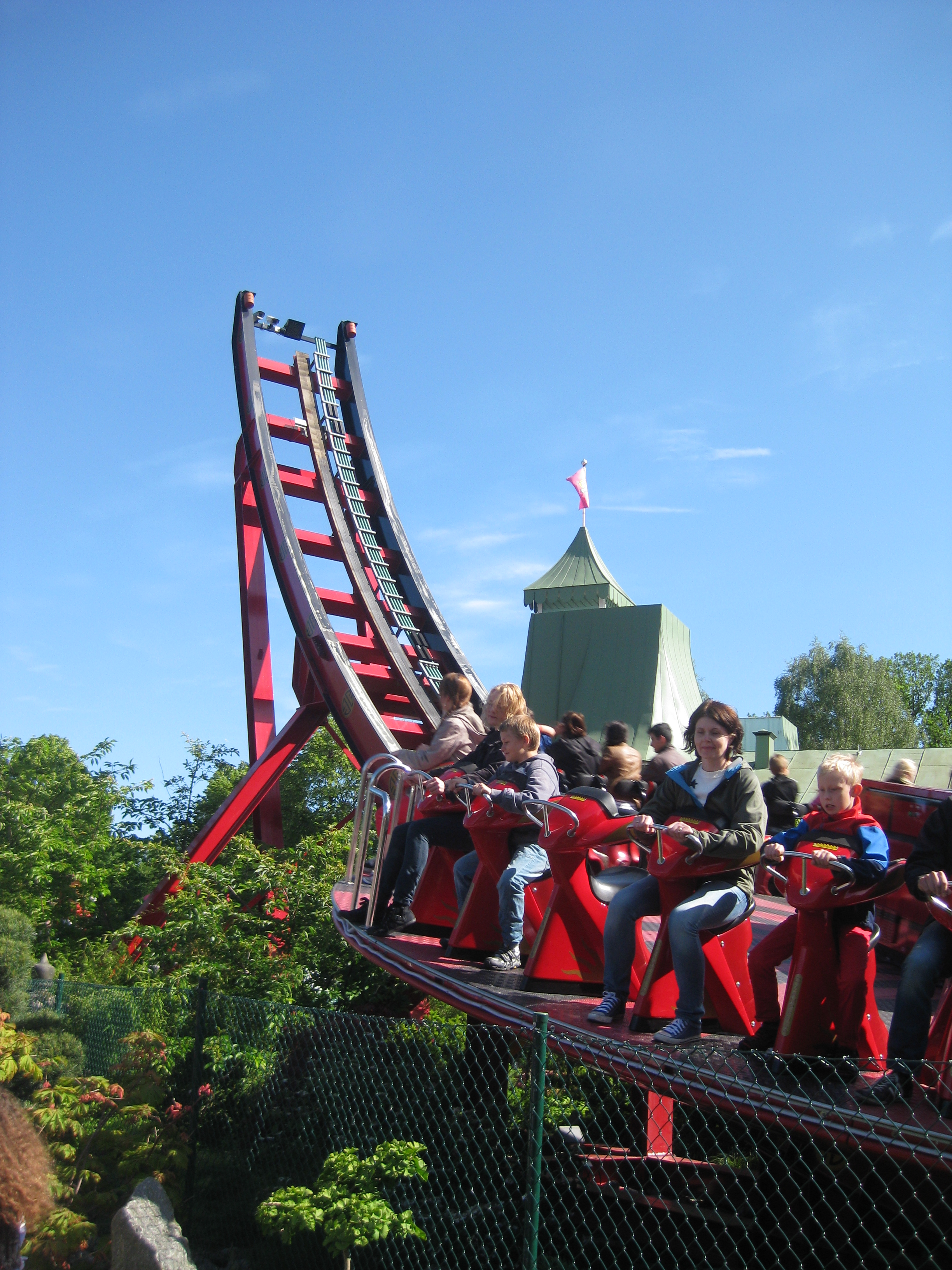
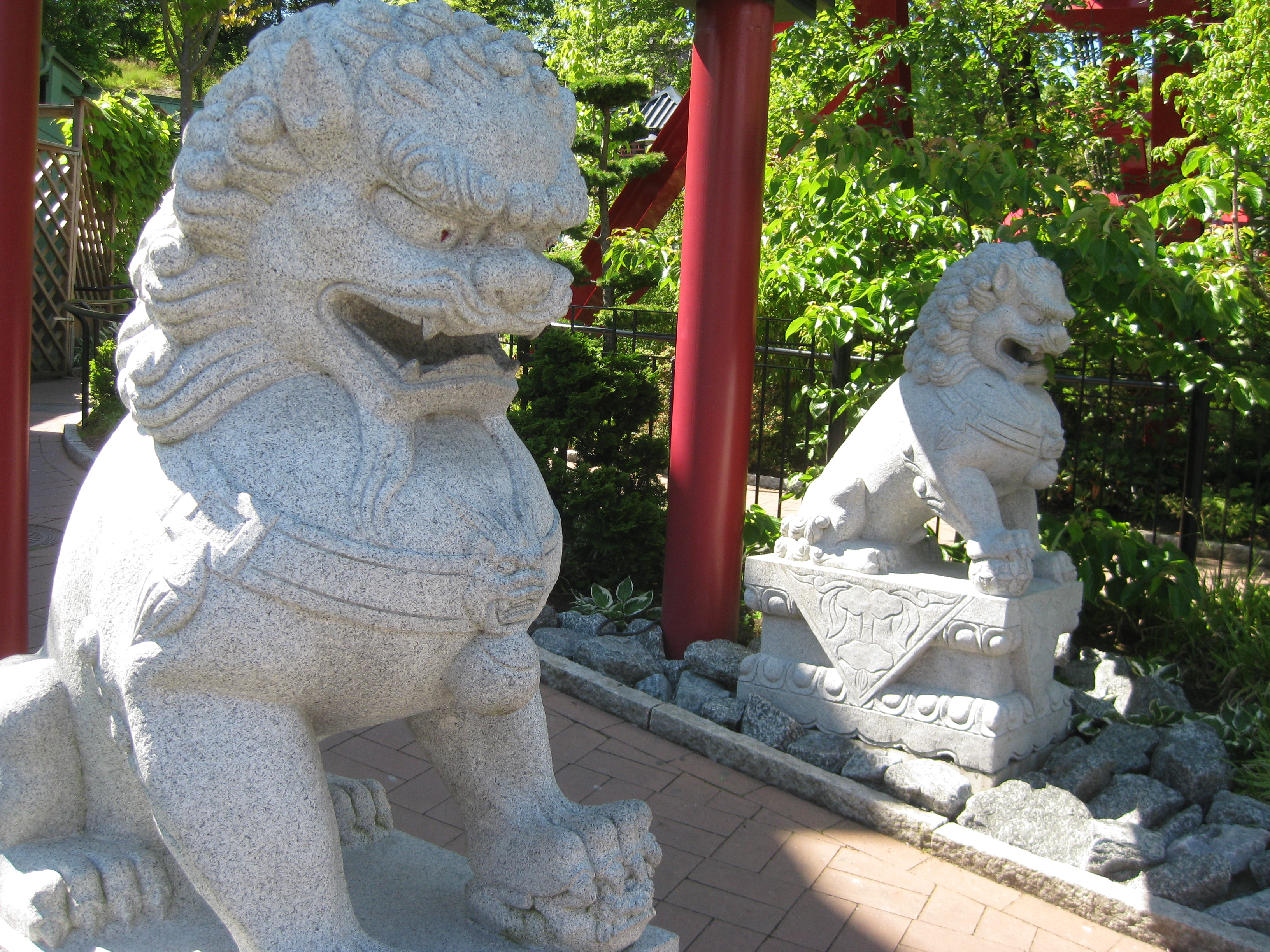
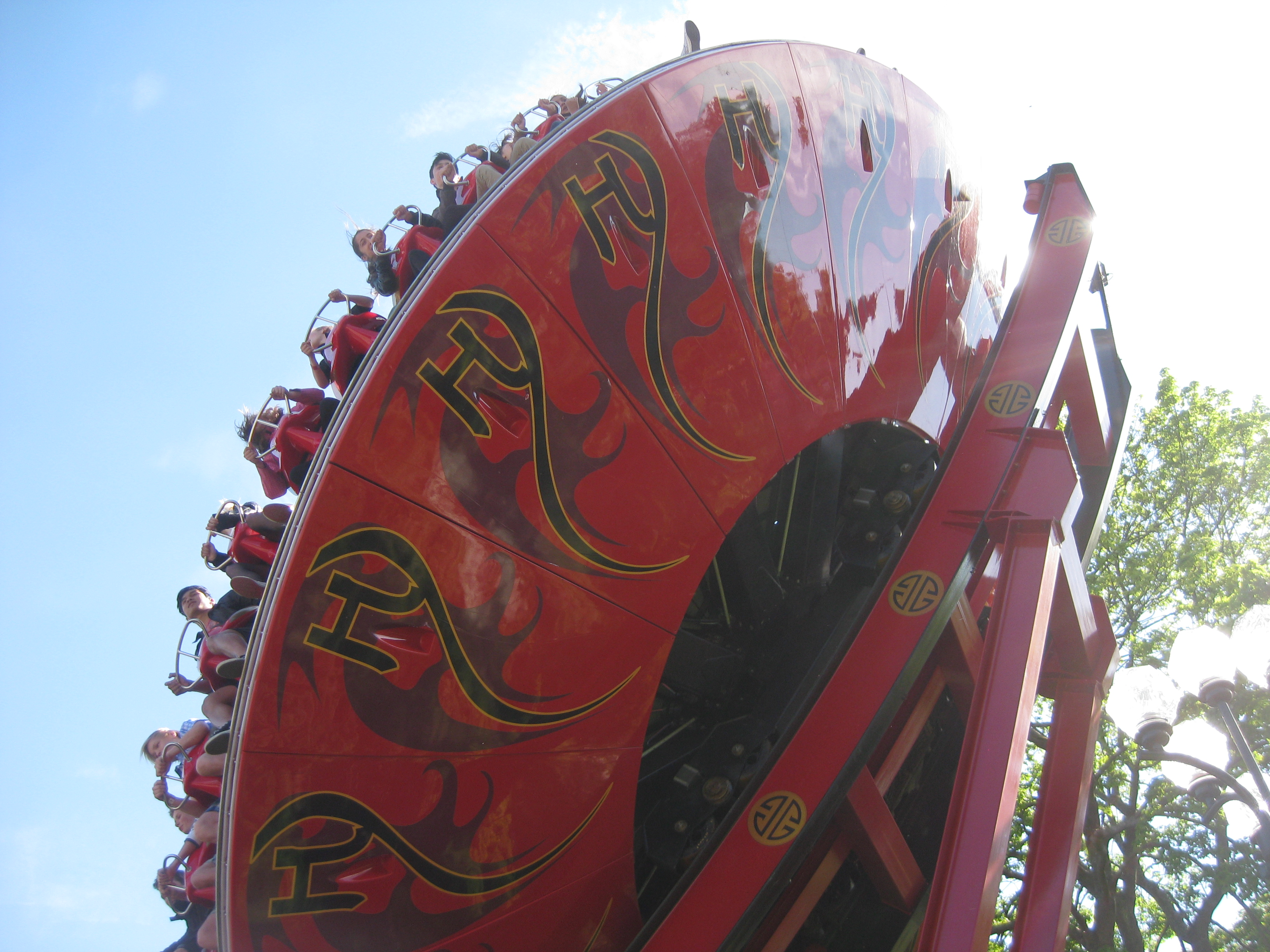
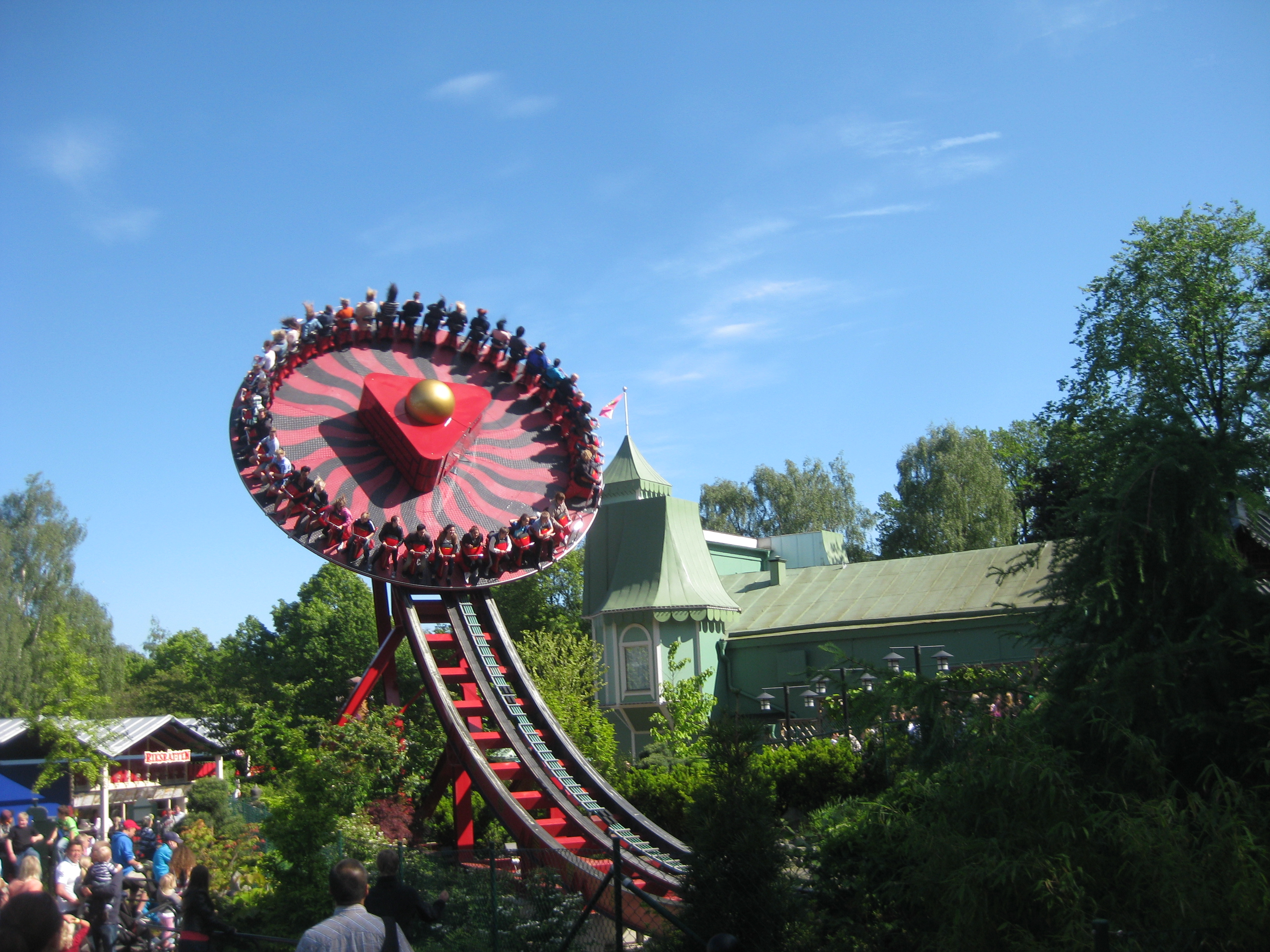
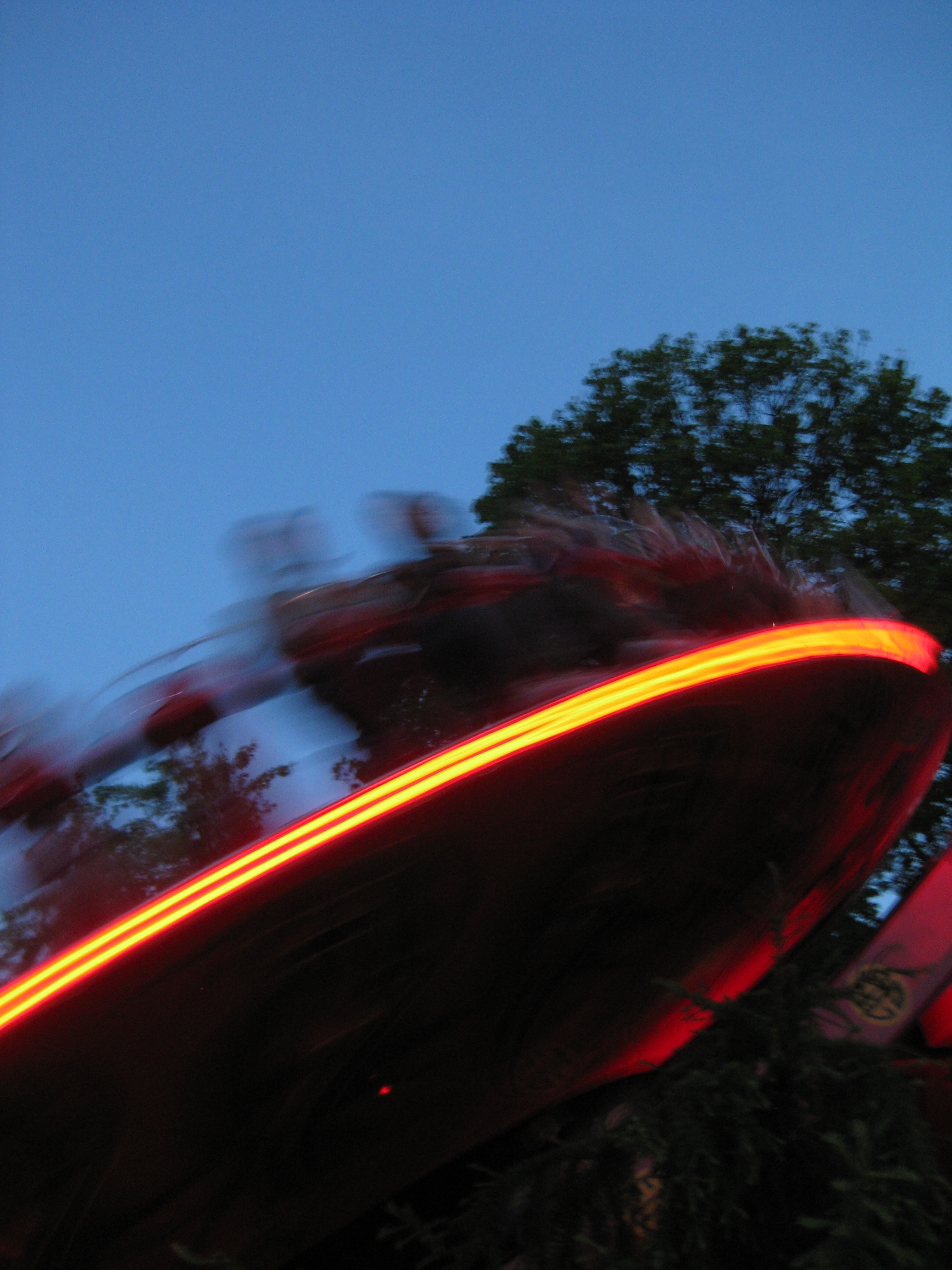